# Quang Phong, Na Rì
Quang Phong là một xã thuộc huyện Na Rì, tỉnh Bắc Kạn, Việt Nam.

## Địa lý
Xã Quang Phong có vị trí địa lý:
- Phía bắc giáp xã Côn Minh và xã Trần Phú
- Phía đông giáp xã Trần Phú và xã Dương Sơn
- Phía nam giáp xã Đổng Xá
- Phía tây giáp xã Côn Minh và huyện Chợ Mới.

Xã Quang Phong có diện tích 45,50 km², dân số năm 2019 là 1.446 người, mật độ dân số đạt 32 người/km².
Xã có quốc lộ 3B chạy qua địa bàn phía bắc theo chiều đông-tây. Các khe suối trên địa bàn gồm Nà Tha, Khuổi Nen, Tham Không, Quang Phong, khuổi Cạn.

## Hành chính
Xã Quang Phong được chia thành 9 bản: Nà Buốc, Khuổi Can, Quan Làng, Nà Vả, Tham Không, Nà Rầy, Nà Tha, Khuổi Căng, Khuổi Phầy.

## Kinh tế
Diện tích tự nhiên là: 4.550,38 ha, trong đó diện tích đất nông - lâm nghiệp là: 4.414,85 ha, đất phi nông nghiệp 114,52 ha, đất chưa sử dụng 21,01 ha. Dân số 1.687 nhân khẩu với tổng số hộ là 389, trong đó có 128 hộ nghèo chiếm tỷ lệ 32,9% và 76 hộ cận nghèo chiếm tỷ lệ 19,54% (số liệu tính đến ngày 31/12/2019). Bình quân lương thực đầu người 843,45 kg/người/năm. Ngành nghề chủ yếu là sản xuất nông - lâm nghiệp.